# Stazione di Lecco Maggianico
La stazione di Lecco Maggianico è una stazione ferroviaria posta sul tronco comune alla linea proveniente da Milano e a quella per Bergamo. È la seconda stazione ferroviaria della città di Lecco, e si trova nel rione di Maggianico.

## Storia
Nonostante la linea fosse stata attivata nel 1863, la stazione venne attivata solo successivamente, fra il 1876 e il 1896.

## Movimento
La stazione di Lecco Maggianico è servita dai treni suburbani della linea S8 (Lecco-Milano Porta Garibaldi).